# Szentesi kistérség
A Szentesi kistérség Csongrád megyében található kistérség, központja Szentes.

## Települései
| Árpádhalom | Derekegyház | Eperjes | Fábiánsebestyén | Nagymágocs |
| Nagytőke   | Szegvár     | Szentes |                 |            |

## Nevezetességei
Nagymágocs és Derekegyház egykor Károlyi uradalom volt, aminek egy részét a csepeli Weiss Manfréd vette meg. A két világháború között nagyon korszerű gazdálkodás folyt ezen a birtokon. Az országban 1836 és 1837 között a Károlyi-birtokon volt az első jobbágyfelszabadítás örökváltsággal. A Nagymágocsot Derekegyházzal összekötő út mentén a két háború között orgonafákat ültettek. A megvastagodott törzseket külföldre szállították bútor-alapanyagnak. A Károlyi-kastélyban jelenleg (2005) aggok háza van, de tárgyalnak, hogy a Károlyiak visszakapják a kastélyt. A nagyobbik Horthy-fiú ebből a Károlyi családból nősült, de később elváltak(, mert a leány tüdőbeteg volt).
Szegvár a mai napig eleven mezőgazdasággal, főleg zöldségtermesztéssel foglalkozó község. A 19. század közepéig viszont Csongrád megye székhelye volt, azért, hogy az urak a szegvári kastélyban maguk között lehessenek. Móricz Zsigmond a Rózsa Sándor c. regényében megírta, hogy Rózsa Sándor bement a szegvári bálba.
Minden évben pályázatot hirdetnek Szegváron versre, prózára, képzőművészeti alkotásokra. Sokáig a kendergyár volt az egyetlen ipari létesítménye. A kenderáztató savanyú szagát a környék is ismerte. A gyáron belül szamarak vontatták a kendert.
Szegváron nőtt fel Szécsényi József diszkoszvető, főiskolai világbajnok és a római olimpián olimpikon. Az ő alakját mintázta az egykori Sportszelet diszkoszvetője.
Ugyancsak Szegvár szülötte Holmann Endre, aki a Herkulesfürdői emlék c. film főszerepét játszotta női ruhában. (A film több nemzetközi díjat nyert). Holmann Endre urológusként évekig dolgozott Jemenben.
A kistérség legősibb része Árpádhalom, Cserebökény és Eperjes. Ez a rész Árpád-kori település volt, és a három település legősibb magja Belső-Ecser. A mai napig fellelhető az ecseri Árpád-kori templom romja, annak ellenére, hogy a köveit a környező építkezésekhez széthordták. A legnagyobb lélekszámú Fábiánsebestyén szép, rendezett község, ahol a hetvenes–nyolcvanas években a környék egyik leggazdagabb termelőszövetkezete volt. Az egész környéken kimagasló minőségű a termőföld. Az aranykoronában is legmagasabb értékű föld a dónáti határrészen van a térségben. A 20. század elején ezek a jó földek csábították ide a bolgárkertészeket. Ők kezdték Magyarországon az ötvenes években a fóliás kertészetet.
A Körös és a Tisza közelsége sok kisebb vízfolyást táplál: Veker, Kórogy, Kurca és más patakokat. Ennek köszönhetően igen gazdag a madárvilága is. Dr. Bot Péter ornitológus (és orvos) rendelkezik gazdag képanyaggal erről, és az ő publikációi örökítik meg e védett madárvilágot. A 19. században a Körösökön és a Tiszán keresztül nagy mennyiségű fát úsztattak le Erdélyből, visszafelé hajókon Nagyváradig szállítottak árut, például zöldséget, szárított halat. A táj másik közös jellemzője, hogy mindenfelé találkozunk kunhalmokkal az egész vidéken (Hódmezővásárhelytől Szentesig).

## Külső hivatkozások
- Részletes bemutatás
- Gazdasági bemutatás
- Bács-Kiskun megye oldala
- Városi Visszhang – Szentes és térsége független lapja